# Laguna de Cuicocha
Laguna de Cuicocha är en sjö i Ecuador.   Den ligger i provinsen Imbabura, i den centrala delen av landet, 60 km norr om huvudstaden Quito. Laguna de Cuicocha ligger 3 059 meter över havet. Arean är 3,7 kvadratkilometer. I omgivningarna runt Laguna de Cuicocha växer i huvudsak städsegrön lövskog. Den sträcker sig 2,3 kilometer i nord-sydlig riktning, och 3,1 kilometer i öst-västlig riktning.